# 古関裕而
古関 裕而（こせき ゆうじ、旧字体：古關 裕而、1909年（明治42年）8月11日 - 1989年（平成元年）8月18日）は、日本の作曲家。本名は古関 勇治（旧字体：古關 勇󠄁治、読み同じ）。妻は声楽家で詩人の古関金子。
気品ある格式高い曲風で知られ、現在でも数多くの作品が愛されている。生涯で5千に及ぶ曲を作曲したとされる。
その曲風は、古関メロディーとして親しまれた。

## 概要
福島に生まれ、幼少期より音楽と作曲活動に親しみ、青年期には金須嘉之進に師事。1929年に国際現代音楽協会主催現代音楽祭作品公募のイギリス支部推薦作品として、自身の作品がノミネート。これを日本の新聞で「チェスター社主催作品公募入選二等」と報道されてしまったことをきっかけとし、それを機会に山田耕筰の推挙で東京の楽壇に進出。クラシック畑からポピュラー畑に転身、数多くの流行歌、歌謡曲、映画音楽、軍歌の作曲を手掛け、音丸の「船頭可愛や」、中野忠晴・伊藤久男らの「露営の歌」、伊藤久男の「暁に祈る」、霧島昇・波平暁男の「若鷲の歌」、渡辺はま子の「愛国の花」などを発表した。戦後は、ラジオドラマ「鐘の鳴る丘」の主題歌「とんがり帽子」や、二葉あき子の「フランチェスカの鐘」、藤山一郎の「長崎の鐘」、伊藤久男の「イヨマンテの夜」、織井茂子の「君の名は」、岡本敦郎の「高原列車は行く」ほか、数多くの大ヒット曲を生み出した。
他方で、早稲田大学第一応援歌「紺碧の空」、慶應義塾大学応援歌「我ぞ覇者」、中央大学応援歌「あゝ中央の若き日に」、東京農業大学応援歌「カレッジソング」、名城大学応援歌「真澄の空に」、三重県立四日市高等学校応援歌「希望の門」、 全国高等学校野球選手権大会の大会歌「栄冠は君に輝く」、阪神タイガースの球団歌「大阪（阪神）タイガースの歌（六甲おろし）」、読売ジャイアンツの球団歌「巨人軍の歌（闘魂こめて）」、中日ドラゴンズの旧球団歌「ドラゴンズの歌（青雲たかく）」、東京五輪の選手団入場行進曲「オリンピック・マーチ」、NHKスポーツ中継テーマ「スポーツショー行進曲」など、応援歌、行進曲の分野でも数多の作曲を手がけ、和製スーザと呼ばれた。巨人、阪神は試合が伝統の一戦と呼ばれる間柄だが、古関本人はスポーツが苦手で、プロ野球にもあまり興味がなかったため、球団関係を気にすることなく作曲を引き受けた。
また、母校である福島商業高等学校の校歌「若きこころ」を始め、北海道から九州に渡る多数の学校で校歌を作曲している。
楽器を一切使わずに頭の中だけで作曲を行い、繁忙期には同時に3つの曲を作っていたという。

## 生涯

### 幼少期
1909年8月11日、福島県福島市大町にあった老舗呉服店「喜多三（きたさん）」の8代目当主だった父・古関三郎次と母・ヒサの長男として誕生。なかなか子供ができず養子をもらおうかと思っていたところに誕生したため、両親から溺愛された。父親が音楽好きで、大正時代ではまだ珍しかった蓄音機を購入し、いつも浪曲、民謡、吹奏楽などのレコードをかけていた。古関は幼少の頃から音楽の中で育ち、ほとんど独学で作曲の道を志していく。
同じ大町の近所に鈴木喜八という5歳年上の少年が住んでおり、のちに野村俊夫（作詞家）となって古関とともに数々の曲を世に送り出すこととなる。
1916年、福島県師範学校附属小学校（現福島大学附属小学校）へ入学した。小学3年生の時、母ヒサは古関に3オクターブの鍵盤がある卓上ピアノを買い与えた。また、小学3年生から6年生のときの担任であった遠藤喜美治が音楽好きで、音楽の指導に力を入れていた。音楽の授業では、詩に曲をつけさせたり、遠藤が作曲した歌を歌ったりした。古関は10歳の頃には楽譜が読めるようになり、授業だけでは物足りなくなり、市販の妹尾楽譜などを買い求めるようになった。ますます作曲に夢中になり、次第にクラスメイトが詩を作って古関に作曲を依頼してくるようになる。こうして子供の頃から作曲に親しむこととなった。

### 青少年期
1922年、旧制福島商業学校（現福島商業高等学校）に入学した。同校に進学したのは家業を継ぐためであったが、常にハーモニカを携帯し、学業より作曲に夢中だったという。妹尾楽譜や山田耕筰著の「作曲法」等を買い集め、独学での作曲法の勉強を続けていた。年に2回行われていた校内弁論大会にハーモニカで音楽をつけることになり、古関が書き溜めていた曲を合奏用に編曲して大勢で演奏することになった。初めて自分の作品が披露された出来事であった。しかし、在学中には家業の呉服店が倒産する事態にも遭った。
1923年、当時の日本では有数のハーモニカバンドであった福島ハーモニカーソサエティーに入団する。古関は作曲・編曲・指揮を担当し、地元の音楽仲間が主宰していた「火の鳥の会」が近代音楽家のレコードコンサートを開いていた。ここで初めて近代フランス、ロシアの音楽に出会い、衝撃を受ける。傾倒したのは、リムスキー＝コルサコフの『シェヘラザード』とストラヴィンスキーの『火の鳥』、ドビュッシー、ムソルグスキーなどである。このレコードコンサートには頻繁に通っていたという。
1927年頃に、本名の「勇治」では勇ましすぎると感じ、ペンネームを「裕而」に変更している。
1928年、福島商業学校を卒業後、母方の伯父に誘われ、伯父が頭取を務める川俣銀行（現東邦銀行川俣支店）に勤務した。町内の寄宿先である、母の生家（いとこの実家）から通勤する一方で、作曲の勉強を続けていた。この頃、学生時代から憧れていた山田耕筰の事務所へ楽譜を郵送し、何度か手紙のやり取りを行っている。古関は、当時発行される山田の楽譜はほとんど空で覚えていたという。福島ハーモニカーソサエティーとともに仙台中央放送局（現NHK仙台放送局）の記念番組に出演する。この頃、リムスキー＝コルサコフの弟子で仙台に在住していた金須嘉之進に和声法を師事することになった。金須は正教徒で、正教の聖歌を学ぶため革命前のペテルブルクの聖歌学校に留学し、そのときリムスキー＝コルサコフから管弦楽法を学んでいた。

### コロムビア専属へ
1929年、イギリスロンドン市のチェスター社が発行する音楽雑誌『ザ・チェスターリアン』第10巻第77号に掲載された管弦楽作品の懸賞募集を見て、同年7月に管弦楽のための舞踊組曲『竹取物語』を含む5つの作品を応募した。『竹取物語』はストラヴィンスキーの『火の鳥』から影響を受け、商業学校5年生の時に書き始めた作品であった。同年12月に福島商業学校の恩師、丹治嘉市に「2等に5曲共入賞致しました。協会からは既に旅費、及びその他の費用として、£400の金が送金されて来ました。」と手紙で報告し、1930年1月23日の福島民報新聞、福島民友新聞など各紙で入賞を大々的に報道された。これらを典拠として『竹取物語』を日本人初の国際的作曲コンクール入賞作品とする文献があるが、この作品が二等に入賞したとされる作曲懸賞募集の詳細は明らかになっていない。これは国際現代音楽協会主催現代音楽祭作品公募へのイギリス支部推薦を、古関が入賞と勘違いしたという説もある。日本人の国際作曲コンクールあるいは国際作品公募において、現在も日本初であることが記録されているのは外山道子の「やまとの声」である。
『竹取物語』は、色彩的で斬新なオーケストレーションがなされており、また、打楽器のみで演奏される楽章なども含まれていたといわれる。
この入賞の報道を読んだ、声楽家志望で愛知県豊橋市在住の内山金子（きんこ）が古関にファンレターを送り、その後も100通を超える熱烈な文通を経て1931年2月9日、古関21歳、金子18歳で入籍し、同年5月19日に結婚式を挙げた。古関はたいへんな愛妻家で、晩年までおしどり夫婦であったという。
この頃、古関は複数の交響曲やピアノ協奏曲、交響詩『ダイナミック・モーター』、弦楽四重奏曲など、膨大な作品群を完成させていたが、それらの楽譜は遺族が管理を怠り現在ほとんど行方不明になっている。『竹取物語』の所在も知れないという。
1930年9月、コロムビアの顧問山田耕筰の推薦でコロムビア専属の作曲家に迎え入れられ、夫婦で上京した。東京では菅原明朗に師事した。菅原とは同年9月から11月頃に出会い、童謡歌手の古筆愛子の自宅で開かれた勉強会で菅原からリムスキー＝コルサコフ著『実用和声法』を教科書として学んだのち、1933年から1934年頃までの2年間、菅原から個人教授を受けた。菅原は『竹取物語』のスコアを読んで驚き、古関には深井史郎よりも才能があったと、後年まで称賛している。師と仰いだ菅原明朗のほかに、橋本國彦とも親交が厚かった。
しかし、古関は実家が経済的に破綻してからは一族を養わなくてはならず、次第にクラシックの作曲から離れざるをえなくなった。コロムビア入社も主に生活費のためであったと考えられる。古関本人は作曲の勉強のための洋行を希望していたが、自身の内気な性格と当時の不況などが重なりそれは叶わなかった。東京に移ってからのオーケストラ作品には、関東大震災を描いた交響詩『大地の反逆』があり、これはストラヴィンスキー的な音楽であるといわれている。また、無調的な歌曲『海を呼ぶ』なども作曲している。
1934年、古関が25歳の頃、「利根の舟唄」（詩：高橋掬太郎、唄：松平晃）が自身初のヒット曲となり、作曲家としての地位を確立。翌年の1935年には新民謡調の「船頭可愛や」（詩：高橋掬太郎、唄：音丸）が26万枚を売り上げる大ヒットを記録し、人気作曲家の仲間入りを果たす。「船頭可愛や」は瀬戸内海をイメージした長調の曲で、1939年には世界の舞台でも活躍したオペラ歌手・三浦環もレコードに吹き込んでいる。
この頃、声楽家志望だった妻の金子は帝国音楽学校へ進んでいた。金子は後に声楽家のベルトラメリ能子（よしこ）及びその師のディーナ・ノタルジャコモの教えを受けた。また同時期に古関は伊藤久男と交流を持ち、伊藤久男も帝国音楽学校へ入学することになる。作曲家の古関と作詞家の野村俊夫（福島市出身）、歌手の伊藤久男（本宮市出身）の三人はいずれも福島県出身で「コロムビア三羽ガラス」と呼ばれた。

### 太平洋戦争中
太平洋戦争中の古関は数々の名作軍歌、戦時歌謡を発表した。
1944年4月、大本営は特別報道班員派遣を企画し、文壇から火野葦平、画壇から宮本三郎、楽壇から古関を指名していたが、宮本は出発前日に急病となったため向井潤吉に急遽交代することとなった（なお古関は1942年にもラングーンを慰問している）。
古関は自伝（『鐘よ鳴り響け 古関裕而自伝』）で「インパール作戦従軍記」として一章を割いて詳細を記している。ビルマには3人に朝日新聞記者の石山慶二郎（従軍記では慶次郎）を加えた4人で入り、ラングーン到着後、火野と向井が先に現地の様子を見に行くことになり、火野から歌詞の原稿を渡された。古関は現地の軍楽隊とともに各地を慰問し、市内や近郊で住民のため演奏会を開いた。また各部隊では部隊歌の作曲を依頼されることも多く、現地のビルマ舞踊団の歌や踊りの採譜、日本語学校への訪問なども行った。
火野から託された歌詞はペストが蔓延する状況の中で「ビルマ派遣軍の歌」として完成した。
古関メロディーのベースであったクラシックと融合した作品は、哀愁をおびたせつない旋律のもの（「愛国の花」「暁に祈る」など）が多かったが、それが戦争で傷ついた大衆の心の奥底に響き、支持された。戦時歌謡を作るかたわら、ヴァイオリン協奏曲のスケッチを重ねていたが、完成に至らぬうちに譜面が散逸したという。古関自身、前線での悲惨な体験や目撃が「暁に祈る」や「露営の歌」に結びついたと証言している。また自らの作品で戦地に送られ、戦死した人への自責の念を持ち続けていた。
その後、7月4日に大本営がインパール作戦の中止を発表したため、火野と向井の二人はライマナイから撤退してマンダレーで古関と合流。ラングーンは毎日空襲を受け火野と向井は帰国したが、古関はサイゴンに赴いて演奏会などの活動を続けた。

### 終戦後

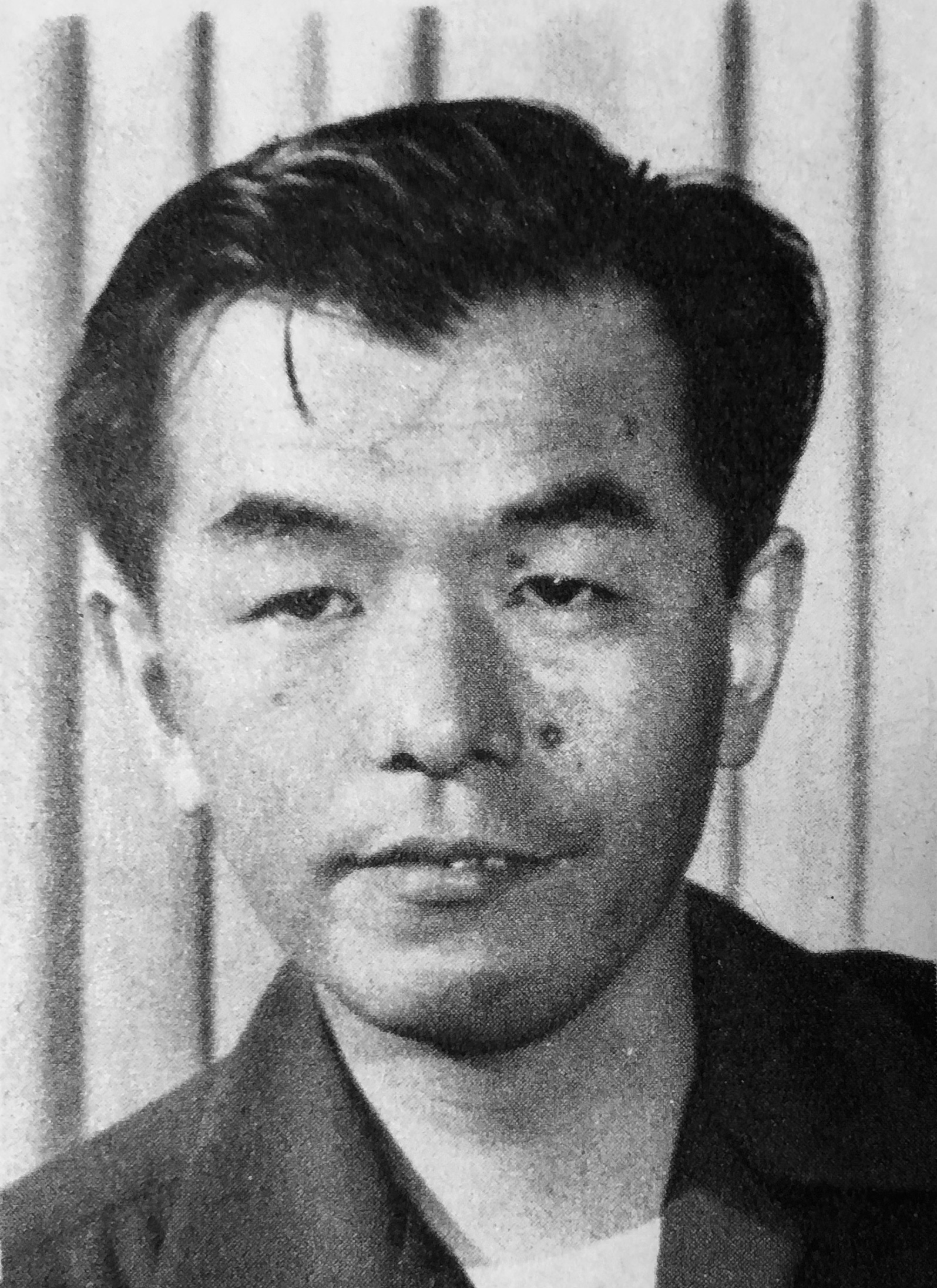
1954年

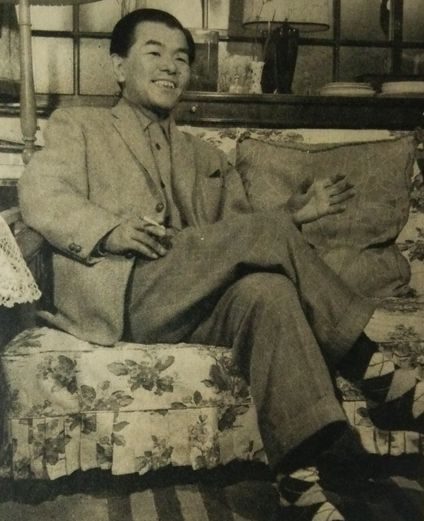
1955年

戦後は、暗く不安な日本を音楽によって明るくするための活動に力を注ぎ、クラシックの香り溢れる流行歌や、勇壮で清潔感のあるスポーツ音楽が大衆の心をとらえた。長崎だけにとどまらず日本全体に向けた壮大な鎮魂歌「長崎の鐘」をはじめ、毎年夏の甲子園に流れている高校野球大会歌「栄冠は君に輝く」や戦後日本の発展の象徴でもある1964年開催の東京オリンピックの開会式に鳴り響いた「オリンピック・マーチ」といったスポーツ音楽、現在も日曜以外のほぼ毎日放送されている『ひるのいこい』や『日曜名作座』といったラジオ番組のテーマ曲、その他にも「フランチェスカの鐘」「高原列車は行く」などの格調高い曲を数多く創作した。
テノールの美しい音色と格調のあるドイツ歌曲の唱法を基礎にした「クルーン唱法」で歌唱する藤山一郎、叙情溢れるリリックなバリトンで熱唱する伊藤久男など、古関の曲は実力派歌手にも恵まれた。
戦後は劇作家の菊田一夫と出会い、菊田脚本の戦災孤児の救済がテーマのラジオドラマ『鐘の鳴る丘』の主題歌「とんがり帽子」を皮切りに、菊田と名コンビを組み、『君の名は』などのラジオドラマ、テレビドラマ、映画、演劇、ミュージカルの数々のヒット作品を世に送り出した。1961年に菊田と手がけた森光子主演の『放浪記』は長期公演舞台となった。また、戦後の古関は、クラシック音楽の作曲を完全に諦めていたわけではなく、菊田と共同したミュージカル『敦煌』から交響組曲『敦煌』を編んでいる。
古関は、NHKテレビラジオを通じて各音楽番組にも出演。ラジオドラマ『君の名は』では放送中に、スタジオにハモンドオルガンを持ち込み、生演奏をして劇中伴奏を務め、他の番組でも時折生演奏を行った。

### 晩年と死後
フジテレビ系の音楽番組『オールスター家族対抗歌合戦』の審査員を、1972年10月の放送開始から初代司会者の萩本欽一とともに1984年6月24日に降板するまで務めていた。
1977年、「栄冠は君に輝く」制定30周年を記念して夏の甲子園の開会式に招待された。大会旗掲揚に当たり大会歌の大合唱が起こり、その光景に感激したという。また、この大会では古関の母校である福島商業高校が甲子園初勝利を挙げ、自らが作曲した校歌を聴くことが出来た。
1979年には最初の福島市名誉市民に選ばれ、同地には1988年11月12日に「福島市古関裕而記念館」も建てられている。しかし古関はこの頃すでに入院生活を送っていたため、足を運ぶことは出来なかった。
傘寿の誕生日を迎えて1週間足らずの1989年8月18日午後9時30分、脳梗塞のため聖マリアンナ医科大学病院で死去。80歳没。墓所は妻・金子（1980年没、享年68）と同じ神奈川県川崎市の春秋苑。古関家の墓がある福島市信夫山にも分骨された。同年の秋ごろ、古関への国民栄誉賞の授与が遺族に打診されるも古関の遺族はこれを辞退した。その理由について、古関の長男の古関正裕は「元気に活動している時ならともかく、亡くなったあとに授与することに意味があるのか」と没後追贈に疑問を持ったためとしている。このタイミングでの国民栄誉賞受賞をしていれば、作曲家としては古賀政男に次いで史上二人目となる予定であった。
古関裕而の偉業を記念し、永くその功績を後世に伝えるとともに、福島市から全国への文化の発信をめざし、『ふるさと創生事業』として1991年から『古関裕而記念音楽祭』が開催されている。　
1998年5月、レンガ通りに古関裕而生誕の地記念碑が建てられた。
2009年4月11日に生誕100年を記念し、JR福島駅の発車メロディーに古関の作品が採用されることになった。在来線ホームに「高原列車は行く」、新幹線ホームに「栄冠は君に輝く」が採用され、発車メロディー用に30秒間にアレンジされた曲が流れている。
同年8月11日、同じく生誕100年を記念しモニュメントが古関の地元・福島市の福島駅東口駅前広場に設置された。制作・施工費は約1500万円。30歳代後半の古関が、自身が愛用したオルガンを奏でる姿をかたどったデザインで、午前8時から午後8時までの1時間おきに「栄冠は君に輝く」「長崎の鐘」などの古関が作曲したメロディーが流れる仕組みになっている。
2020年3月30日から同年11月27日にかけて、古関をモデルとした「古山裕一」を主人公とするNHK連続テレビ小説『エール』が、窪田正孝の主演（子供時代・石田星空）で放送された。
2020年6月30日、「高原列車は行く」のモデルとなった磐梯急行電鉄（出典原文では「沼尻軽便鉄道」記載）の歴史をたどり猪苗代町住民有志が作製したDVDが古関の出身地・福島市に寄贈された。
2017年夏以降、出生地などで「野球殿堂」入りを応援する動きが活発になっていたが、野球殿堂博物館が2023年（令和5年）1月13日、当年度の野球殿堂顕彰者（特別表彰部門）に古関を選出したことを発表した。
2022年から福島市が「古関裕而のまち・ふくしま」の進展と発展のため、古関裕而の功績をレガシーとして継承し、100年の計としての福島市古関裕而作曲コンクールを開催することを決定した。将来の作曲家を目指す次世代を担う若者の育成と世界へ羽ばたく機会を創出することを趣旨とし、優秀な作品を発掘し全国の多くの吹奏楽団体で演奏されるレパートリーの開拓を目指すことを目的としている。

## 家族
- 妻・金子との間に2女1男。
- 娘2人は戦前の生まれ。終戦間際に娘2人と妻を福島県福島市および信夫郡飯坂町の知人宅に疎開させ、裕而も一時同居している[42]。
- 長男・正裕は戦後生まれ。アマチュア時代のヴィレッジ・シンガーズのキーボード担当だったが脱退。会社員を退職後、祖父の屋号に因んだ女性2人との音楽ユニット「喜多三」を主宰して、伴奏を担当[43]。父母を回想する新聞雑誌や音楽番組にも協力している。
- 裕而の5歳下の弟・弘之（ひろし）は、戦前に東京で就職後、戦中に福島県に戻って県職員となり、退職後再び上京してデザイン会社に勤務した[44]。

## 主な作品

### 戦前 - 戦中期
- 1931年「福島行進曲」（作詞：野村俊夫、歌：天野喜久代）
- 1931年「福島夜曲（セレナーデ）」（作詞：竹久夢二、歌：阿部秀子）[注釈 7]
- 1931年「日米野球行進曲」（作詞：久米正雄、歌：コロムビア合唱団）
- 1932年「恋の哀愁（エレジー）」（作詞：西岡水郎、歌：天野喜久代）
- 1932年「我等の満洲」（作詞：西岡水郎、歌：内田栄一）
- 1932年「皇軍行進曲」（作詞：西岡水郎、歌：長谷川堅二）
- 1933年「国立公園日本アルプス行進曲」（作詞：本山卓、歌：関種子、中野忠晴）
- 1933年「国立公園麗しの瀬戸内海」（作詞：佐藤惣之助、歌：中野忠晴、淡谷のり子）
- 1933年「青森市民歌」（作詞：岩村芳麿、歌：中野忠晴、コロムビア男声合唱団）
- 1934年「宮崎県民歌（初代）」（作詞：桑原節次、歌：中野忠晴、伊藤久男）[注釈 8]
- 1934年「利根の舟唄」（作詞：高橋掬太郎、歌：松平晃）
- 1934年「河原すすき」（作詞：高橋掬太郎、歌：ミス・コロムビア）
- 1935年「船頭可愛や」（作詞：高橋掬太郎、歌：音丸）[注釈 9]
- 1936年「大敦賀行進曲」（作詞：高橋掬太郎、編曲：奥山貞吉、歌：伊藤久男）
- 1936年「ミス仙台（仙台小唄）」（作詞：西條八十、歌：二葉あき子）[注釈 10]
- 1936年「大阪タイガースの歌（六甲颪）」（作詞：佐藤惣之助、歌：中野忠晴）
- 1936年「慰問袋を」（作詞：高橋掬太郎、歌：コロムビア合唱団）
- 1936年「大島くづし」（作詞：西條八十、歌：音丸）
- 1936年「串本そだち」（作詞：西岡水郎、歌：音丸）
- 1936年「米山三里」（作詞：高橋掬太郎、歌：音丸）
- 1936年「浜は九十九里」（作詞：高橋掬太郎、歌：音丸）
- 1937年「釜石市民歌」（作詞：広瀬喜志、歌：霧島昇）
- 1937年「田家の雪」（作詞：西條八十、歌：音丸）
- 1937年「峠の馬子唄」（作詞：久保田宵二、歌：霧島昇）
- 1937年「弾雨を衝いて」（作詞：高橋掬太郎、歌：伊藤久男）[注釈 11]
- 1937年「露営の歌[注釈 1]」（作詞：薮内喜一郎、歌：中野忠晴、松平晃、伊藤久男、霧島昇、佐々木章）
- 1937年「続 露営の歌」（作詞：佐藤惣之助、歌：霧島昇、伊藤久男、二葉あき子）
- 1938年「愛國の花」（作詞：福田正夫、歌：渡辺はま子）
- 1938年「婦人愛国の歌」（作詞：仁科春子、歌：霧島昇、松原操、コロムビア女声合唱団）[注釈 12]
- 1938年「憧れの荒鷲」（作詞：西條八十、歌：ミス・コロムビア、二葉あき子、松平晃）
- 1939年「巨人軍の歌（野球の王者）」（作詞：西條八十、歌：伊藤久男）[注釈 13]
- 1939年「よくぞ送って下さった 斎藤大使遺骨礼送に対し米国へ寄せる感謝の歌」（作詞：西條八十、歌：瀬川伸）[注釈 14]
- 1939年「荒鷲慕いて」（作詞：西條八十、歌：松平晃、松原操、二葉あき子、香取みほ子、渡辺はま子）
- 1939年「月のバルカローラ」（作詞：服部竜太郎、歌：三浦環）
- 1940年「暁に祈る」（作詞：野村俊夫、歌：伊藤久男）
- 1940年「嗚呼北白川宮殿下」（作詞：二荒芳徳、歌：伊藤武雄、二葉あき子）
- 1940年「満州鉄道唱歌」（作詞：藤晃太郎、歌：霧島昇、松原操）
- 1941年「海の進軍」（作詞：海老名正男、歌：伊藤久男、藤山一郎、二葉あき子）[注釈 15]
- 1941年「納税奉公の歌 (仰ぐ御稜威の)」（作詞：梅田健、歌：藤山一郎）[注釈 16]
- 1941年「宣戦布告」（作詞：野村俊夫、歌：伊藤久男、霧島昇）
- 1941年「英国東洋艦隊潰滅」（作詞：高橋掬太郎、歌：藤山一郎）[注釈 17]
- 1941年「みんな揃って翼賛だ」（作詞：西條八十、歌：霧島昇、松原操、高橋祐子）
- 1941年「国民皆労の歌～若い戦士～」（作詞：佐藤惣之助、歌：伊藤武雄、二葉あき子）
- 1941年「花と乙女」（作詞：高橋掬太郎、歌：二葉あき子、コロムビア女声合唱団）
- 1941年「野口英世」（作詞：土井晩翠、歌：不明）[注釈 18]
- 1942年「元気で皆勤」（作詞：佐藤惣之助、歌：伊藤久男、真木あや子）
- 1942年「断じて勝つぞ」（作詞：サトウハチロー、歌：藤山一郎）[注釈 19]
- 1942年「皇軍の戦果輝く」（作詞：野村俊夫、歌：霧島昇）
- 1942年「防空監視の歌」（作詞：相馬御風、歌：藤山一郎、二葉あき子）
- 1942年「大東亜戦争陸軍の歌」（作詞：佐藤惣之助、歌：伊藤久男、黒田進（楠木繁夫）、酒井弘）
- 1942年「シンガポール晴れの入城」（作詞：野村俊夫、歌：伊藤久男）
- 1942年「アメリカ爆撃」（作詞：野村俊夫、歌：コロムビア合唱団）
- 1942年「空の軍神」（作詞：西條八十、歌：藤山一郎）
- 1943年「みなみのつわもの」（南方軍報道部選定、歌：伊藤久男）
- 1943年「大南方軍の歌」（南方軍制定歌、歌：霧島昇）
- 1943年「海を征く歌」（作詞：大木惇夫、歌：伊藤久男）
- 1943年「戦ふ東条首相」（作詞：小田俊與、歌：伊藤武雄）[注釈 20]
- 1943年「あの旗を撃て」（作詞：大木惇夫、歌：伊藤久男）
- 1943年「かちどき音頭」（作詞：野村俊夫、歌：佐々木章、松原操、近江俊郎）
- 1943年「決戦の大空へ」（作詞：西條八十、歌：藤山一郎、日蓄男声合唱団）
- 1943年「若鷲の歌（予科練の歌）」（作詞：西條八十、歌：霧島昇、波平暁男）
- 1943年「撃ちてし止まん」（作詞：小田俊與、歌：霧島昇）
- 1944年「ビルマ派遣軍の歌」（作詞：火野葦平、歌：コロムビア男声合唱団）
- 1944年「ラバウル海軍航空隊」（作詞：佐伯孝夫、歌：灰田勝彦）[注釈 21]
- 1944年「制空戦士」（作詞：大木惇夫、歌：波平暁男、酒井弘、奈良光枝）
- 1944年「雷撃隊出動の歌」（作詞：米山忠雄、歌：霧島昇、波平暁男）
- 1944年「台湾沖の凱歌」（作詞：サトウハチロー、歌：近江俊郎、朝倉春子）
- 1944年「フィリピン沖の決戦」（作詞：藤浦洸、歌：伊藤武雄）
- 1944年「嗚呼神風特別攻撃隊」（作詞：野村俊夫、歌：伊藤武雄、安西愛子、伊藤久男）[注釈 22]
- 1944年「比島決戦の歌」（作詞：西條八十、歌：酒井弘、朝倉春子）[注釈 23]
- 1944年「女子挺身隊の歌（輝く黒髪）」（作詞：西條八十、歌：千葉静子）
- 1944年「アイウエオの歌」（作詞：サトウハチロー、歌：日蓄合唱団、演奏：大東亜交響楽団、松竹軽音楽団）
- 1945年「特別攻撃隊（斬込隊）」（作詞：勝承夫、歌：藍川由美）[注釈 24]

### 戦後
- 1946年「竹田病院々歌」（作詞：土井晩翠）
- 1947年「夢淡き東京」（作詞：サトウハチロー、歌：藤山一郎）
- 1947年「白鳥の歌」（作詞：若山牧水、歌：藤山一郎、松田トシ）
- 1947年「雨のオランダ坂」（作詞：菊田一夫、歌：渡辺はま子）
- 1947年「三日月娘」（作詞：薮田義雄、歌：藤山一郎）
- 1947年「とんがり帽子」（作詞：菊田一夫、歌：川田正子、コロムビアゆりかご会）
- 1947年「夜更けの街」（作詞：菊田一夫、歌：伊藤久男）
- 1948年「栄冠は君に輝く」（作詞：加賀大介、歌：伊藤久男）
- 1948年「フランチェスカの鐘」（作詞：菊田一夫、歌：二葉あき子）
- 1948年「国境の灯」（作詞：西條八十、歌：霧島昇）
- 1948年「山形県スポーツ県民歌 月山の雪」（作詞：西條八十）
- 1948年「若き日のエレジー」（作詞：野村俊夫、歌：伊藤久男）
- 1949年「長崎の鐘」（作詞：サトウハチロー、歌：藤山一郎）
- 1949年「イヨマンテの夜」（作詞：菊田一夫、歌：伊藤久男、コロムビア合唱団）
- 1949年「都市対抗を讃える野球の歌」（作詞：青木薫[注釈 25]、補作詞：サトウハチロー）
- 1950年「別れのワルツ」（スコットランド民謡「オールド・ラング・サイン」[注釈 26]の編曲）
  - なお、レコードに表示されている「ユージン・コスマン（編曲）」「ユージン・コスマン管弦楽団（演奏）」は本名（古関裕而）をもじって命名された[46]。
- 1950年「ドラゴンズの歌」（作詞：小島清、補作詞：サトウハチロー、歌：伊藤久男、コロムビア合唱団）
- 1950年「私のドラゴンズ」（作詞：田中順二、補作詞：藤浦洸、歌：安西愛子）
- 1950年「東急フライヤーズの唄 → 東映フライヤーズの歌」（作詞：藤浦洸）
  - 1954年に東映フライヤーズへ改称した際に改題・継続使用された。1967年に古関が旋律を大幅に改訂したことが判明している。
- 1950年「薔薇と蜜蜂」（作詞：野村俊夫、歌：二葉あき子）
- 1950年「福島県スポーツの歌」（作詞：小林金次郎、歌：藤山一郎）
- 1950年「われらが愛知」（作詞：若葉清成、補作詞：西條八十、歌：藤山一郎、安西愛子）
- 1951年「恋を呼ぶ歌」（作詞：菊田一夫、歌：伊藤久男）
- 1951年「さくらんぼ大将」（作詞：菊田一夫、歌：川田孝子、コロムビアゆりかご会）
- 1951年「さくらんぼ道中」（作詞：菊田一夫、歌：古川ロッパ、土屋忠一）
- 1951年「あこがれの郵便馬車」（作詞：丘灯至夫、歌：岡本敦郎）
- 1951年「ニコライの鐘」（作詞：門田ゆたか、歌：藤山一郎）
- 1951年「薄紫の山脈（島根県民の歌）」（作詞：米山治、歌：藤山一郎、立川清登）
- 1951年「白いランプの灯る道」（作詞：丘灯至夫、歌：奈良光枝）
- 1951年「長崎の雨」（作詞：丘灯至夫、歌：藤山一郎）
- 1952年「黒百合の歌」（作詞：菊田一夫、歌：織井茂子）
- 1952年「夜船の灯り」（作詞：野村俊夫、歌：久保幸江）
- 1952年「いつだったかな」（作詞：菊田一夫、歌：越路吹雪）
- 1952年「ジロリンタンのうた」（作詞：サトウハチロー、歌：安西愛子、杉の子こども会）
- 1953年「君の名は」（作詞：菊田一夫、歌：織井茂子）
- 1953年「君いとしき人よ」（作詞：菊田一夫、歌：伊藤久男）
- 1953年「ひめゆりの塔」（作詞：西條八十、歌：伊藤久男）
- 1953年「みどりの雨」（作詞：丘灯至夫、歌：藤山一郎）
- 1953年「みどりの馬車」（作詞：丘灯至夫、歌：岡本敦郎）
- 1953年「岬の灯り」（作詞：野村俊夫、歌：伊藤久男）
- 1954年「高原列車は行く」（作詞：丘灯至夫、歌：岡本敦郎）
- 1954年「サロマ湖の歌」（作詞：中山正男、歌：伊藤久男）
- 1954年「滋賀県民の歌」（作詞：蓼沢猟（五味道茂）、補作詞：西條八十、歌：岡本敦郎、奈良光枝、コロムビア合唱団）
- 1954年「数寄屋橋エレジー」（作詞：菊田一夫、歌：伊藤久男）
- 1954年「チャンドラムの夜」（作詞：菊田一夫、歌：伊藤久男）
- 1954年「花のいのちを」（作詞：菊田一夫、歌：伊藤久男、奈良光枝）
- 1954年「秋草の歌」（作詞：西條八十、歌：奈良光枝）
- 1954年「綾の歌」（作詞：菊田一夫、歌：淡島千景）
- 1954年「百万石音頭」（作詞：丘十四夫、歌：伊藤久男、永田とよこ）
- 1954年「福島音頭」（作詞：野村俊夫、歌：伊藤久男、神楽坂はん子）
- 1954年「郡山市民の歌」福島県郡山市（作詞：内海久二）
- 1954年「君は遙かな」（作詞：菊田一夫、歌：佐田啓二、織井茂子）
- 1954年「忘れ得ぬ人」（作詞：菊田一夫、歌：伊藤久男）
- 1955年「花売馬車」（作詞：西條八十、歌：美空ひばり）
- 1955年「我が家の灯」（作詞：西條八十、歌：美空ひばり）
- 1955年「あゝ藤原湖」（作詞：西條八十、歌：伊藤久男、奈良光枝）
- 1956年「メコンの舟歌」（作詞：野村俊夫、歌：伊藤久男）[注釈 27]
- 1957年「忘却の花びら」（作詞：菊田一夫、歌：草笛光子）
- 1957年「荷物片手に」（作詞：野口雨情、歌：森繁久彌）
- 1957年「二本松少年隊」（作詞：野村俊夫、歌：伊藤久男）
- 1958年「オリンピック賛歌」（作詞：コスティス・パラマス、作曲：スピロ・サマラス。第1回アテネ大会時の紛失ピアノ楽譜を発見、採譜・オーケストラ編曲。古関のオーケストラ譜は現在に至るまで用いられる）
- 1959年「城南信用金庫の歌」（作詞：西條八十、歌：藤山一郎、安西愛子）
- 1960年 陸上自衛隊隊歌「この国は」（作詞：大関民雄、補作詞：西沢爽）
- 1960年 陸上自衛隊隊歌「君のその手で」（作詞：西沢爽）
- 1960年 陸上自衛隊行進歌「聞け堂々の足音を」（作詞：梅津統秋、補作詞：サトウハチロー）
- 1960年「スカイラインの歌」（作詞：野村俊夫、歌：守屋浩）
- 1960年「花のスカイライン」（作詞：内海久二、補作詞：野村俊夫、歌：守屋浩）
- 1961年「モスラの歌」（作詞：本多猪四郎、田中友幸、関沢新一、歌：ザ・ピーナッツ）[1]
- 1961年「夕月」（作詞：菊田一夫、歌：島倉千代子）[注釈 28]
- 1961年「ハーモニカ小僧」（作詞：菊田一夫、歌：中山千夏）
- 1962年「赤 青 黄いろ」[注釈 29]（作詞：関根新太郎、歌：安西愛子。全日本交通安全協会の公募による子供向けの交通安全啓発曲）[47]
- 1963年「あの橋の畔で」（作詞：菊田一夫、歌：島倉千代子）
- 1963年「巨人軍の歌（闘魂こめて）」（作詞：椿三平、補作詞：西條八十、歌：守屋浩、三鷹淳、若山彰）[注釈 13]
- 1964年「オリンピック・マーチ」（演奏：陸上自衛隊中央音楽隊）
- 1964年「故郷はいつも瞼に」（作詞：野村俊夫、歌：不明）
- 1966年「スカーレット・オハラ」（作詞：菊田一夫、歌：那智わたる）
- 1968年 青年海外協力隊隊歌「若い力の歌」（作詞：山田哲、補作詞：藤田まさと、歌：藤山一郎）
- 1968年「若鷲の歌」（作詞：西條八十、歌：西郷輝彦）[注釈 30]
- 1969年「青春の鐘」（作詞：丘灯至夫、歌：舟木一夫）
- 1970年「アニメンタリー 決断」テーマソング「決断」（作詞：丘灯至夫、歌：幹和之）
- 1970年 陸上自衛隊隊歌「栄光の旗の下に」（作詞：赤堀達郎、補作詞：藤田正人）
- 1971年「純白の大地（札幌冬季オリンピックの歌）」（歌：日本合唱協会）
- 1973年「串本ぞめき」（作詞：西沢爽、歌：美空ひばり）
- 1977年「ドカベン」挿入歌「ああ甲子園」（作詞：保富康午、編曲：横山菁児、歌：日唱）
- 1978年「わがまち春日井」（作詞：岡本淳三、補作詞：春日井市民の歌作成委員会、歌：ダークダックス）
- 1979年「若さと英知～日本ビジネスコンサルタント社歌」（原案：社内公募、作詞：丘灯至夫、歌：三鷹淳）
- 1985年「日立物流社歌」（作詞：丘灯至夫、歌：三鷹淳）

### 映画音楽
主題歌のみのものは除く。
- 1939年「戦ふ兵隊」（亀井文夫監督）
- 1944年「桃太郎 海の神兵」（瀬尾光世演出）
- 1948年 - 1949年「鐘の鳴る丘」3部作（佐々木啓祐監督）
- 1950年「長崎の鐘」（大庭秀雄監督）
- 1952年「安宅家の人々」（久松静児監督）
- 1953年「ひめゆりの塔」（今井正監督）
- 1953年「太平洋の鷲」（本多猪四郎監督）
- 1953年 - 1954年「君の名は」3部作（大庭秀雄監督）
- 1955年「赤いカンナの花咲けば」（小田基義監督）
- 1955年「森蘭丸」(小林桂三郎監督)
- 1957年「永すぎた春」（田中重雄監督）
- 1957年「大学の侍たち」（青柳信雄監督）
- 1958年「共犯者」（田中重雄監督）
- 1959年「鉄腕投手 稲尾物語」（本多猪四郎監督）[48]
- 1960年「がめつい奴」（千葉泰樹監督）
- 1961年「社長道中記」（松林宗恵監督）
- 1961年「モスラ」（本多猪四郎監督・円谷英二特技監督）
- 1962年「放浪記」（成瀬巳喜男監督）

### クラシック音楽
- 交響曲（第1番から第3番の3曲）
- ヴァイオリン・チェロのための協奏曲
- 五台のピアノのための協奏曲
- 一茶の句による小品童曲
- 和歌を主題とせる交響楽短詩
- 舞踊組曲「竹取物語」
- 舞踊詩「線香花火」
- 交響詩「大地の反逆」1928年（1930年10月26日小松平五郎指揮、国民交響楽団により初演[49]）
- 管弦楽組曲「戦場の印象」
- 室内管弦楽曲「亡き愛児に捧ぐる歌」

### 校歌・学校歌・応援歌
- 早稲田大学応援歌「紺碧の空」（作詞：住治男）1931年
- 早稲田大学応援歌「ひかる青雲」1947年
- 慶應義塾大学応援歌「我ぞ覇者」（作詞：藤浦洸）1946年
- 早慶讚歌 〜花の早慶戦〜（作詞：藤浦洸）1968年
- 中央大学応援歌「ああ中央の若き日に」（中央大学学友会選定歌詞）1948年
- 東京農業大学応援歌「カレッジソング」（作詞：吉田精一）1935年
- 明治大学応援歌「紫紺の旗の下に」（作詞：明治大学応援団、補作詞：野村俊夫）1955年
- 日本大学水上応援歌「水の覇者日大」（作詞：サトウハチロー）
- 日本大学工学部学部歌
- 日本大学松戸歯学部学生歌（作詞：神保光太郎）
- 奥羽大学（旧：東北歯科大学）校歌
- 名城大学応援歌「真澄の空に」
- 明治薬科大学学歌（作詞：林柳波）
- 横浜市立大学校歌（作詞：西條八十）
- 聖マリアンナ医科大学校歌（作詞：藤浦洸）1973年
- 杏林大学校歌（作詞：池田文雄）
- 崇城大学校歌（作詞：山口白陽）
- 皇宮警察学校校歌（作詞：伴野晶男）
- 青森山田学園学園歌「意気と熱（まこと）に」（作詞：北畠八穂）
- 宮城県築館高等学校校歌（作詞：白鳥省吾）1950年
- 福島県立郡山商業高等学校青春歌（作詞：丘灯至夫）
- 福島県立福島商業高等学校校歌「若きこころ」（作詞：野村俊夫）1957年
- 福島県立福島工業高等学校校歌
- 福島県立会津高等学校校歌（作詞：柳澤健）
- 福島県立原町高等学校校歌（作詞：多田利男）
- 福島県立平工業高等学校校歌（作詞：土井晩翠）
- 茨城県立取手第二高等学校校歌（作詞：西條八十）
- 埼玉県立八潮南高等学校校歌
- 千葉県立国府台高等学校校歌（作詞：サトウハチロー）
- 千葉県立白井高等学校校歌
- 富山県立伏木高等学校校歌（作詞：中山輝）
- 名古屋中学校・高等学校第二校歌「希望羽ばたく」（作詞：門田ゆたか）1959年
- 滋賀県立彦根東高等学校校歌（作詞：吉田精一）1952年
- 大阪市立扇町第二商業高等学校校歌（作詞：廣橋一男）
- 國學院大學久我山中学校・高等学校創立三十五周年記念歌
- 早稲田中学校・高等学校第2校歌（作詞：西條八十）1964年
- 早稲田実業高等学校応援歌
- 東京都立工業高等専門学校校歌（作詞：野村俊夫）
- 日本航空高等学校校歌（作詞：米山愛紫）
- 静岡学園高等学校校歌
- 愛知啓成高等学校校歌（作詞：高女十二回生）
- 福井工業高等専門学校校歌（作詞：内藤敏夫）
- 三重県立四日市高等学校応援歌「希望の門」
- 三重県立いなべ総合学園高等学校校歌
- 広島県立呉三津田高等学校校歌（作詞：藤浦洸）
- 香川県立善通寺第一高等学校校歌（作詞：中河与一）
- 大牟田中学校・高等学校校歌（作詞：頓田元穂）
- 東福岡高等学校校歌（作詞：火野葦平）
- 福岡県立戸畑高等学校校歌（作詞：火野葦平）
- 福岡県立戸畑高等学校応援歌（作詞：火野葦平）
- 福岡県立若松高等学校校歌（作詞：火野葦平）
- 福岡県立八幡工業高等学校校歌（作詞：火野葦平）
- 福岡県立直方高等学校校歌（作詞：火野葦平）
- 福岡県立香椎高等学校校歌（作詞：火野葦平）
- 福岡県立香椎工業高等学校校歌（作詞: 清水みのる）
- 福岡県立福岡工業高等学校校歌（作詞：火野葦平）
- 福岡県立西田川高等学校校歌（作詞：火野葦平）
- 長崎県立島原工業高等学校校歌（作詞：宮崎康平）
- 長崎県立国見高等学校校歌（作詞：宮崎康平）
- 長崎県立小浜高等学校校歌（作詞：宮崎康平）
- 鹿児島県立大口高等学校校歌（作詞：海音寺潮五郎）
- 秋田県秋田市立秋田北中学校校歌（作詞：西條八十）
- 福島県いわき市立植田中学校校歌（作詞：門田ゆたか）
- 福島県相馬市立向陽中学校校歌（作詞：和田甫）
- 福島県二本松市立二本松第三中学校校歌
- 福島県福島市立福島第四中学校校歌（作詞：小林金次郎）
- 福島県保原町立保原中学校校歌[50]→伊達市立松陽中学校校歌・伊達市立桃稜中学校校歌
- 福島県本宮市立本宮第一中学校校歌（作詞：小林金次郎）
- 栃木県日光市立日光中学校校歌（作詞：西條八十）
- 茨城県阿見町立朝日中学校校歌（作詞：丘灯至夫）[51]
- 茨城県阿見町立阿見第二小学校校歌（作詞：丘灯至夫）
- 東京都葛飾区立新宿中学校校歌（作詞：西條八十）
- 東京都世田谷区立尾山台中学校校歌（作詞：水野隆一）
- 埼玉県さいたま市立東浦和中学校校歌（作詞：下山つとむ）
- 埼玉県八潮市立八潮中学校校歌（作詞：下山つとむ）
- 埼玉県鶴ヶ島市立鶴ヶ島中学校校歌（作詞：野村俊夫）
- 静岡県静岡市立安東中学校校歌（作詞：藤浦洸）
- 静岡県牧之原市立榛原中学校校歌（作詞：藤田まさと）
- 愛知県西尾市立吉良中学校校歌（作詞：中村素堂）1970年
- 京都府京都市立加茂川中学校校歌（作詞：吉井勇）
- 京都府宮津市立宮津中学校校歌（作詞：能勢佐十郎）
- 広島県福山市立内海中学校校歌（作詞：喜多紀世雄）
- 広島県福山市立神辺中学校校歌（作詞：喜多紀世雄）
- 広島県府中市立第二中学校校歌（作詞：木下夕爾）
- 広島県府中市立第二中学校生徒歌
- 広島県府中市立第二中学校応援歌
- 広島県府中市立第三中学校校歌
- 宮城県石巻市立湊第二小学校校歌
- 福島県福島市立大森小学校旧校歌（作詞：遠藤喜美治）
- 福島県福島市立福島第二小学校校歌「風だ光りだ」
- 福島県福島市立福島第三小学校校歌
- 福島県福島市立福島第四小学校校歌
- 福島県福島市立森合小学校校歌（作詞：草野心平）
- 新潟県見附市立見附小学校校歌（作詞：西條八十）
- 茨城県大子町立袋田小学校校歌（作詞：野村俊夫）1958年
- 東京都世田谷区立経堂小学校校歌（作詞：西條八十）（作品名：みどりあかるい）1951年
- 東京都大田区立徳持小学校校歌（作詞：野村俊夫）1955年
- 東京都板橋区立成増小学校校歌（作詞：和田隆夫）
- 東京都板橋区立板橋第四小学校正校歌（作詞：西條八十）1953年
- 東京都調布市立緑ヶ丘小学校校歌「緑ヶ丘小学校のうた」（作詞：赤坂包夫）
- 東京都町田市立町田第一小学校校歌（作詞：西條八十）
- 神奈川県藤沢市立藤沢小学校校歌（作詞：西條八十）
- 神奈川県愛川町立半原小学校校歌（作詞：丘灯至夫、歌：三鷹淳）
- 千葉県大多喜町立大多喜小学校校歌（作詞：西條八十）
- 富山県富山市立速星小学校校歌（作詞：和田徳一）
- 静岡県牧之原市立勝間田小学校校歌（作詞：藤田まさと）
- 静岡県焼津市立大井川南小学校校歌（作詞：藤田正人）
- 愛知県小牧市立小木小学校校歌（作詞：船橋久男）
- 京都府京都市立紫竹小学校校歌（作詞：吉井勇）[52]
- 広島県広島市立牛田小学校校歌（作詞：葛原しげる）
- 広島県福山市立坪生小学校校歌（作詞：喜多紀世雄）
- 広島県府中市立明郷小学校校歌
- 徳島県北島町立北島小学校校歌（作詞：西條八十）
- 福岡県福岡市立高宮小学校校歌（作詞：西條八十）
- 福岡県北九州市立熊西小学校校歌（作詞：火野葦平）
- 福岡県北九州市立修多羅小学校校歌（作詞：火野葦平）
- 福岡県北九州市立浜町小学校校歌（作詞：火野葦平）
- 長崎県小値賀町立小値賀小学校校歌（作詞：藤浦洸）
- 鹿児島県肝付町立内之浦小学校校歌

### 自治体歌
- 1942年 「塩竈市民歌」（作詞：櫻井宏[注釈 25]）
- 1951年「大牟田市歌」（作詞：吉田尊治、2代目）
- 1956年「豊橋市歌」（作詞：辰己利郎、補作詞：丸山薫）[53]
- 1959年「水戸市歌」（作詞・西條八十、2代目）
- 1966年「焼津市民歌」（作詞：服部順市）[54]
- 1966年「阿武隈の歌」（作詞：若山牧水）
- 1980年「川俣町民の歌」
- 守口市歌（作詞：安西冬衛）
- 山形県北村山郡大石田町町民歌（斎藤茂吉歌集「白き山」より）

### 企業関連
- 西武鉄道社歌（作詞：門田ゆたか）1953年[55]
- 城南信用金庫の歌（作詞：西條八十）1959年
- かわしんの歌（作詞：岡潤是）
- 埼玉縣信用金庫歌「さいしんの歌」（作詞：藤浦洸）
- 日本生命社歌「光と栄われにあれ」（作詞：鈴木義輝、歌：岡本敦郎）
- 山一證券株式会社社歌（作詞：西條八十、歌：伊藤久男）
- 雪印乳業株式会社社歌（作詞：野村俊夫、歌：岡本敦郎、安西愛子）
- 山崎製パン社歌（作詞：藤浦洸）
- 三協アルミニウム工業株式会社社歌（作詞：藤浦洸、歌：三鷹淳、眞理ヨシコ）
- 吉田工業株式会社社歌（作詞：西條八十、歌：岡本敦郎）
- 象印マホービン会社社歌（作詞：藤浦洸、歌：藤山一郎）
- 東邦銀行行歌（作詞：大友文治）
- 十八銀行行友の歌「旺んなるかな」（作詞：藤浦洸）
- 賀茂鶴酒造株式会社社歌「世界に伸びゆく」（作詞：西條八十、歌：村田英雄、コロムビア・ローズ）
- 日本製鋼所社歌（作詞：鈴木肇、歌：友岡幹生）
- ライオン油脂株式会社社歌（作詞：立花千枝子、補作：サトウハチロー、歌：三鷹淳）
- 三重交通社歌（作詞：奥山幸一）
- 不二家社歌（作詞：布谷真須枝）[56]
- 第一興商愛唱歌「明日をつくる」（作詞：石本美由起、編曲：佐伯亮、歌：コロムビア合唱団）
- パイオニア初代社歌「パイオニアわれら」[57]
- 関西電力の歌「呼ぼうよ雲を」（作詞：竹中郁、歌：伊藤久男、安西愛子）
- 東北電力株式会社社歌（作詞：伊沢清）
- 鈴木自動車工業株式会社社歌（作詞：藤浦洸）
- 髙島屋社歌（作詞：藤浦洸）
- 三越社歌
- 丸井社歌（作詞：藤浦洸、歌：伊藤久男、安西愛子、コロムビア合唱団）
- 日本石油応援歌「力と希望」（作詞：行武雅之、補作詞：サトウハチロー、歌：藤山一郎、日石合唱団）
- 松下電器行進曲「月日とともに」（作詞：山田博夫）1951年
- 山喜社歌「清くけだかき白鳥の」（作詞：西條八十）1961年
- 東宝株式会社社歌（作詞：佐原文吾(撮影所製作課)、補作詞：岩谷時子、歌：草笛光子、高島忠夫）1962年
- 常磐炭礦（現・常磐興産）礦歌（社歌）「我等の力」（作詞：野村俊夫）[58]
- 常磐炭礦（現・常磐興産）野球部応援歌「若きいのち」（作詞：野村俊夫）[58]
- 東京電気化学工業社歌（作詞：藤浦洸）

### その他
- 1937年 ラジオドラマ「当世五人男」
- 1945年 NHKラジオドラマ「山から来た男」
- 1949年 NHKスポーツ中継テーマ曲「スポーツショー行進曲」（演奏：コロムビア・ブラスバンド）
- 1950年 パシフィック・リーグ連盟歌「おおわがパシフィック」（作詞：サトウハチロー）[注釈 31]
- 1950年 NHK「今週の明星」テーマ曲（作詞：藤浦洸）
- 1952年 第7回国民体育大会 テーマ曲「第七回国民体育大会讃歌」（作詞：大友真一郎、歌：伊藤久男）
- 1953年 第8回国民体育大会 テーマ曲「第八回国民体育大会讃歌」（作詞：関口武、歌：伊藤久男）
- 1954年 ニッポン放送「ニッポン放送行進曲」（演奏：ニッポン放送管弦楽団）
- 1956年 NHKテレビ「歌の広場」テーマ曲（作詞：丘灯至夫）
- 1959年 日本ライオンズクラブ会員歌「日本ライオンズの歌」（作詞：藤浦洸）
- 1959年 舞台劇「がめつい奴」
- 1960年 舞台劇「がしんたれ 青春篇」
- 1961年 舞台劇「放浪記」
- 1961年 舞台劇「香港」主題歌「われ君を愛す」（作詞：菊田一夫、歌：浜木綿子）
- 1966年 舞台劇「風と共に去りぬ」
- 1970年 福島わらじまつりテーマソング「わらじ音頭」（作詞：茂木宏哉、補作詞：丘灯至夫、歌：舟木一夫）
- 1970年 NHK「日曜名作座」テーマ曲（演奏：コロムビア・オーケストラ）
- 1970年 NHKラジオ「ひるのいこい」テーマ曲（演奏：コロムビア・オーケストラ）
- 1970年「スポーツ日本の歌」（演奏：コロムビア吹奏楽団）
- 1970年 NHKラジオ「早起き鳥」テーマ曲（作詞：佐藤竜太、歌：三鷹淳、真理ヨシコ）
- 1973年 舞台劇「道頓堀」
- 1973年 世田谷ロータリークラブ会員歌「日も風も星も」（作詞：楠本憲吉）
- 1975年 青色申告会会歌（作詞：藤間哲郎）
- NHK「教育テレビ放送開始・終了」テーマ曲
- 緑の羽根募金主題歌「みどりの歌」（作詞：中村利春、歌：藤山一郎、安西愛子）1948年
- 日本PTA全国協議会制定歌「PTAの歌」（作詞：春日紅路、補作詞：西條八十、歌：藤山一郎、松田トシ）1951年
- 海上自衛隊隊歌「海をゆく」（作詞：旧版 - 佐久間正門 現行版 - 松瀬節夫）
- 古川小唄[59]
- 西山浄土宗宗歌「念仏讚」（作詞：西山国師証空）

## 年譜
（以下は刑部芳則著『古関裕而―流行作曲家と激動の昭和』に基づく。）
- 1909年8月11日、福島市大町にて誕生。
- 1916年、福島師範付属小学校に入学。
- 1919年、卓上ピアノで作曲を始める。
- 1922年、福島商業学校に進学。実家の呉服屋「喜多三」廃業。
- 1928年、川俣銀行に勤務する。
- 1930年、6月1日、内山金子と結婚。9月、上京する。10月、コロムビアの専属作曲家となる。
- 1932年、長女の雅子が誕生。ミヤタ・ハーモニカ・バンドで指揮を担当。
- 1934年、次女の紀子が誕生。
- 1935年、「船頭可愛いや」が初の大ヒット作品となる。
- 1938年、中支那派遺軍に従軍。
- 1940年、「暁に祈る」を作曲。
- 1943年、インパール作戦特別報道班員となる。
- 1945年、海軍に約1ヵ月入団する。
- 1946年、長男の裕正が誕生。
- 1949年、「長崎の鐘」を作曲。
- 1952年、NHK放送文化賞を受賞する。
- 1964年、オリンピック東京大会の行進曲「オリンピック・マーチ」を作曲。
- 1969年、紫綬褒章を受賞。
- 1972年、札幌冬季オリンピックの「純白の大地」、「スケーターワルツ」を作曲。
- 1979年、福島市名誉市民となる。勲三等瑞宝章を受賞。レコ―ド大賞特別賞を受賞。
- 1988年、11月、福島市に古関裕而記念館が開館。
- 1989年、8月18日、80歳で死去。

## 受賞
- NHK放送文化賞（1952年度）
- 紫綬褒章（1969年）
- 福島市名誉市民（1979年）
- 勲三等瑞宝章（1979年）
- 第21回日本レコード大賞特別賞（1979年）
- 放送文化基金個人部門賞（1987年）
- 野球殿堂特別表彰（2023年[61][62][63]）

## 出演
- 私の好きな曲（1962年、NHK）- 家族とともに出演[64]。
- オールスター家族対抗歌合戦（1972年 - 1984年、フジテレビ）
- ビッグショー「古関裕而 ～青春 涙 哀愁～ 」（1975年2月16日、NHK総合）
- 音楽の広場（1978年、NHK総合）
- がんばれ!ベアーズ大旋風 -日本遠征-（1978年、パラマウント映画）
- この人古関裕而ショー（1983年3月3日、NHK総合）

## 特集された番組
- NHK映像ファイル あの人に会いたい「古関裕而（作曲家）」（2019年7月20日、NHK総合）
- 石橋貴明のたいむとんねる【巨人と阪神と早稲田と慶應の応援歌みんな同じ作曲家!?】（2020年2月24日、フジテレビ）
- ららら♪クラシック「古関裕而の世界～日本人にエールを!～」（2020年4月10日、NHK Eテレ）
- ネーミングバラエティー 日本人のおなまえっ!【連続テレビ小説“エール”SP】（2020年4月23日、NHK総合）
- あの日 あのとき あの番組「作曲家 古関裕而～昭和を奏でた音楽人生～」（2020年5月3日、NHK総合）
- にっぽん ぐるり ココに福ありfMAP「今こそ届け! 福島からの“エール”」（2020年5月21日、NHK総合）
- 歴史秘話ヒストリア「古関裕而 エールよ時代に響け」（2020年9月23日、NHK総合）

## 著書
- 『鐘よ鳴り響け―古関裕而自伝』、主婦の友社、1980年
  - 『古関裕而―鐘よ鳴り響け』、日本図書センター〈人間の記録〉、1997年、ISBN 4820542575
  - 『鐘よ鳴り響け―古関裕而自伝』、集英社文庫、2019年、ISBN 978-4087440591
- （長男・古関正裕との共著） 『風景の調べ―古関裕而スケッチ集』、古関裕而（私刊）、1988年

### 親族の回想
- 古関正裕『君はるか 古関裕而と金子の恋』、集英社インターナショナル、2020年2月 ISBN 978-4797673760
  - 結婚前の文通録を書籍化。

### ビジュアル本
- 古関正裕『古関裕而の生涯 傑作メロディーCD付き』、宝島社、2020年4月 ISBN 978-4-299-00422-2

### 評伝ほか
- 齋藤秀隆 『古関裕而物語―昭和音楽史上に燦然と輝く作曲家』 歴史春秋出版 2000年8月 ISBN 978-4897574080
  - 『古関裕而 うた物語』歴史春秋出版「歴春ふくしま文庫」 2019年6月 ISBN 978-4897575940
- 小林淳 『日本映画音楽の巨星たち 1―早坂文雄・佐藤勝・武満徹・古関裕而』ワイズ出版 2001年 ISBN 4898301029
- 菊池清麿 『評伝古関裕而 国民音楽樹立への途』彩流社　2012年、新版2020年 ISBN 978-4779126741
- 長尾剛『古関裕而 応援歌の神様 激動の昭和を音楽で勇気づけた男』 PHP文庫 2020年2月 ISBN 978-4569769912
- 青山誠『古関裕而 日本人を励まし続けた応援歌作曲の神様』 中経の文庫 2020年2月 ISBN 978-4046045577
- 辻田真佐憲『古関裕而の昭和史 国民を背負った作曲家』文春新書 2020年3月 ISBN 978-4166612567
- 菊地秀一『古関裕而・金子 その言葉と人生』（古関正裕 監修）宝島社 2020年3月 ISBN 978-4299002181